# Elgin (Oklahoma)
Elgin es una ciudad ubicada en el condado de Comanche en el estado estadounidense de Oklahoma. En el año 2010 tenía una población de 2156 habitantes y una densidad poblacional de 326,67 personas por km².

## Geografía
Elgin se encuentra ubicada en las coordenadas 34°46′51″N 98°17′34″O / 34.78083, -98.29278 (34.780906, -98.292862).

## Demografía
Según la Oficina del Censo en 2000 los ingresos medios por hogar en la localidad eran de $36,324 y los ingresos medios por familia eran $44,125. Los hombres tenían unos ingresos medios de $32,019 frente a los $22,614 para las mujeres. La renta per cápita para la localidad era de $14,264. Alrededor del 9.7% de la población estaban por debajo del umbral de pobreza.